# Slørhat
Slørhat (Cortinarius) er svampeslægt, som tilhører Slørhat-ordenen. Svampene i slægten er Mykorrhiza-dannere, og slægten er den artsrigeste i Danmark med mere end 150 danske arter. Også på verdensplan antages slægten at være den artsrigeste med skønnet mere end 2000 arter. Et vigtigt fællestræk for slægtens arter er det såkaldte "slør" (cortina) som er en hinde mellem hatten og stokken, der findes hos unge eksemplarer. Hos ældre eksemplarer kan sløret være fragmentarisk eller mangle helt. Et andet fællestræk er brune sporer.
| Svampe | Spire Denne artikel om svampe er en spire som bør udbygges. Du er velkommen til at hjælpe Wikipedia ved at udvide den. |